# Derde afgeleide
De derde afgeleide van een functie is de functie die, mits deze bestaat, wordt verkregen door de oorspronkelijke functie drie maal te differentiëren. Het is daarmee de tweede afgeleide van de afgeleide van die functie, of in andere woorden de afgeleide van de afgeleide van de afgeleide. De derde afgeleide geeft de mate van verandering van de tweede afgeleide aan. De derde afgeleide van de functie {\displaystyle f(x)} wordt genoteerd als:
{\displaystyle {\frac {\mathrm {d} ^{3}y}{\mathrm {d} x^{3}}},\quad f'''(x),\quad {\text{of }}{\frac {\mathrm {d} ^{3}}{\mathrm {d} x^{3}}}[f(x)]}

## Toepassingen
- differentiaalmeetkunde – De torsie van een ruimtekromme kan worden berekend met de derde afgeleide van de coördinatenfunctie van de kromme.
- natuurkunde – De ruk de tijdsafgeleide van de versnelling, oftewel de derde afgeleide van een plaatsvector.